# Yūsuke Chajima
Yūsuke Chajima (jap. 茶島 雄介, Chajima Yūsuke; * 20. Juli 1991 in Hiroshima, Präfektur Hiroshima) ist ein japanischer Fußballspieler. 

## Karriere
Yūsuke Chajima erlernte das Fußballspielen in der Jugendmannschaft des Erstligisten Sanfrecce Hiroshima sowie der Universitätsmannschaft der Gakugei-Universität Tokio. Bei seinem Jugendverein Sanfrecce unterschrieb er 2014 seinen ersten Profivertrag. Der Verein aus Hiroshima, einer Hafenstadt im Südwesten der japanischen Hauptinsel Honshū, spielte in der höchsten Liga des Landes, der J1 League. Bis 2017 absolvierte er für den Club 38 Erstligaspiele. Die Saison 2018 und 2019 wurde er an den Zweitligisten JEF United Ichihara Chiba nach Ichihara ausgeliehen. Hier absolvierte er 61 Spiele in der zweiten Liga. Im Februar kehrte er von seiner Ausleihe nach Hiroshima zurück. Am 22. Oktober 2022 stand er mit Hiroshima im Endspiel des Japanischen Ligapokals. Hier besiegte man Cerezo Osaka mit 2:1. Am Ende der Saison 2024 wurde er mit Sanfrecce Hiroshima Vizemeister der Liga.

## Erfolge
Sanfrecce Hiroshima
- Japanischer Supercupsieger: 2014, 2016
- Japanischer Ligapokalsieger: 2022
- Japanischer Vizemeister: 2024